# Mittelschöntal
Mittelschöntal (früher auch Mittel-Schönthal) ist ein Weiler und ein Ortsteil der Großen Kreisstadt Backnang im baden-württembergischen Rems-Murr-Kreis.

## Lage und Beschreibung
Der von Streuobstwiesen umgebene kleine Weiler liegt etwa 3 Kilometer westlich des Backnanger Stadtzentrums im Tal des Klöpferbachs, eines rechten Zuflusses der Murr. Mittelschöntal ist mit dem Weiler Unterschöntal baulich zusammengewachsen. Die Orte teilen sich eine Feuerwache, eine kleine Kirche und einen Friedhof. Mittelschöntal hat nur drei Ortsstraßen, die alle nach Bergen des Schwarzwaldes benannt sind: Belchenweg, Brendweg und Kniebisstraße. Die Häuser sind zum Teil gut erhaltene Bauernhäuser, die noch vom einstigen Wohlstand der Landwirte zeugen. Dazwischen finden sich zu Wohnungen ausgebaute alte Scheunen und moderne Einfamilienhäuser. Die Land- und Forstwirtschaft ist noch immer bedeutend, jedoch wurden die größten Betriebe nach dem Zweiten Weltkrieg als Aussiedlerhöfe ausgelagert.
Umliegende Ortschaften sind die Unterschöntal im Norden, der Rötleshof im Nordosten, die Kernstadt Backnang im Osten, Oberschöntal und Neuschöntal im Südosten, Burgstetten im Südwesten und Kirchberg an der Murr, dessen Gemarkung im Westen an die Mittelschöntals angrenzt.
Südöstlich des Orts befinden sich einige Erdfälle, darunter das so genannte Katzenloch.

## Geschichte
Erstmals urkundlich erwähnt wurde Mittelschöntal indirekt als Scontal in einer päpstlichen Urkunde aus dem Jahre 1247. Es ist jedoch unklar, welcher der drei Schöntal-Orte damit gemeint ist. Durch diese Urkunde stellte Papst Innozenz IV. das Damenstift St. Johannes des Täufers in Oberstenfeld unter seinen Schutz und bestätigte den Besitz der Stiftsdamen in zahlreichen Orten. 
Mittelschöntal war stets eng mit der Gemeinde Burgstall an der Murr verbunden. Bis 1808 gehörte der Ort zu Burgstall und damit zum Oberamt Marbach. Am 26. September 1808 wurde Mittelschöntal durch einen Verwaltungsakt aus dem Oberamt Marbach ausgegliedert und dem Oberamt Backnang zugeschlagen. Die Eingemeindung nach Backnang erfolgte 1819. Viele Bauern waren mit der Eingemeindung nicht glücklich und favorisierten die Gründung einer eigenen Gemeinde und einen Zusammenschluss mit Unterschöntal. 1827 beschäftigte sich der Backnanger Stadtrat mit einem entsprechenden Antrag aus Mittel- und Unterschöntal. Nach der Beratung lehnte der Stadtrat den Antrag mit der Begründung ab, dass sich Mittel- und Unterschöntal aus finanziellen Gründen keine eigene Verwaltung leisten könnten. Das Oberamt lehnte die Unabhängigkeitsbestrebungen ebenfalls ab. Allerdings kam das Thema immer wieder auf die Tagesordnung, und noch 1924 wurde über einen Zusammenschluss von Mittel- und Unterschöntal erfolglos verhandelt. Somit blieb Mittelschöntal ein Ortsteil von Backnang.

## Bevölkerung

### Einwohnerentwicklung
- 1810: 66 Einwohner[2]
- 1828: 71[3]
- 1871: 105[4]

## Bilder von Mittelschöntal

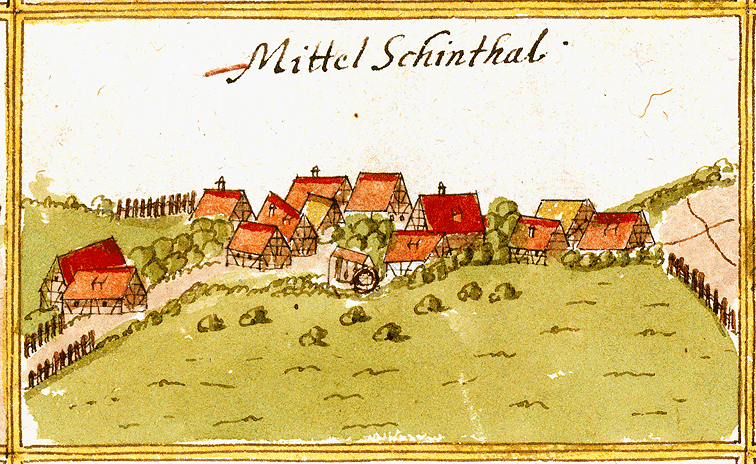
Ansicht von Andreas Kieser (1686)
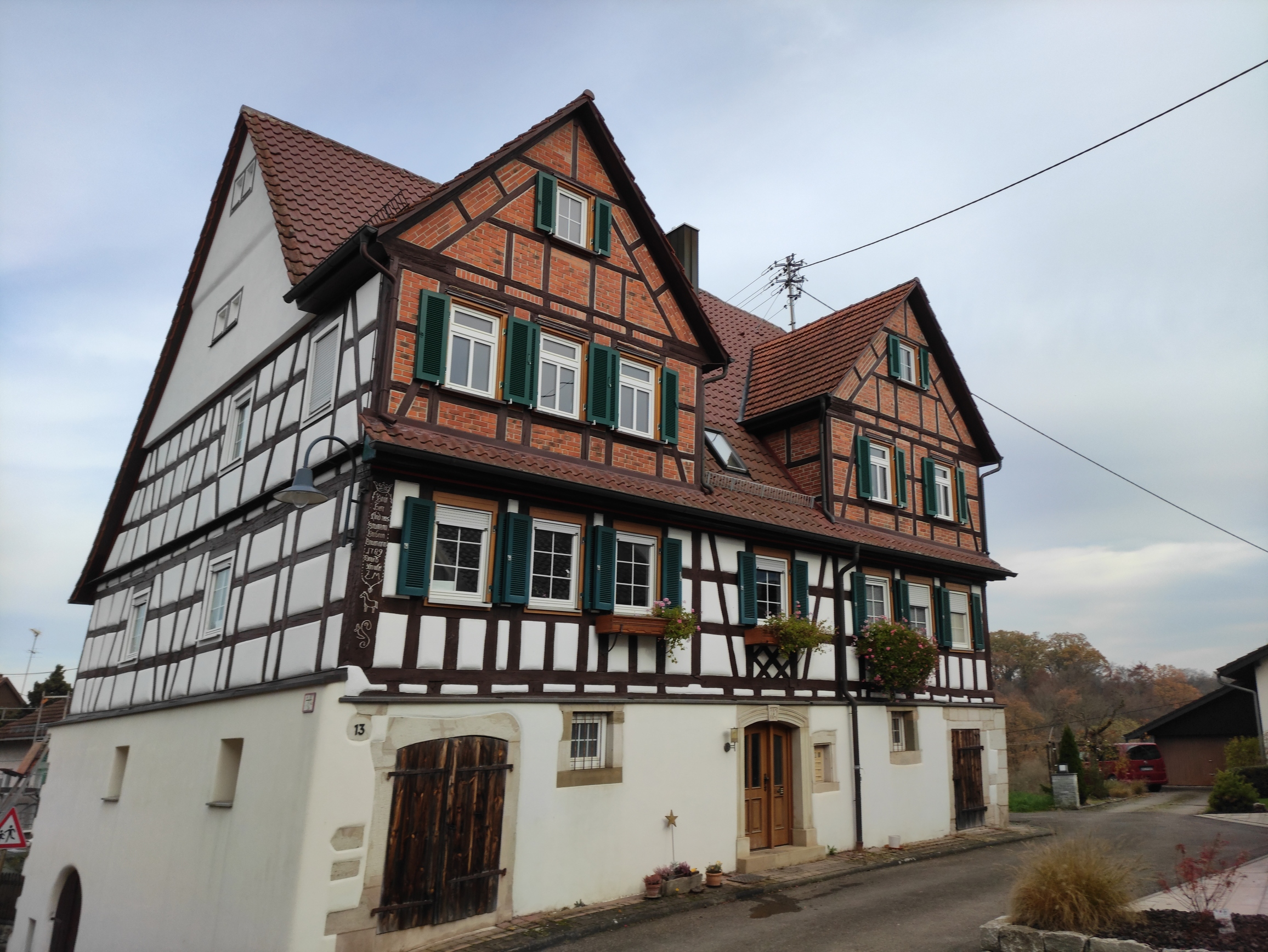
Historisches Fachwerkhaus
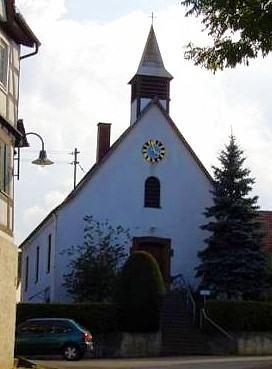
Evangelische Kirche
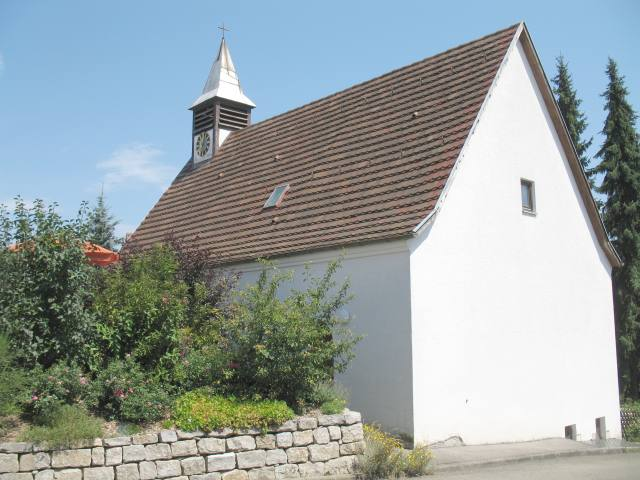
Evangelische Kirche (Rückseite)
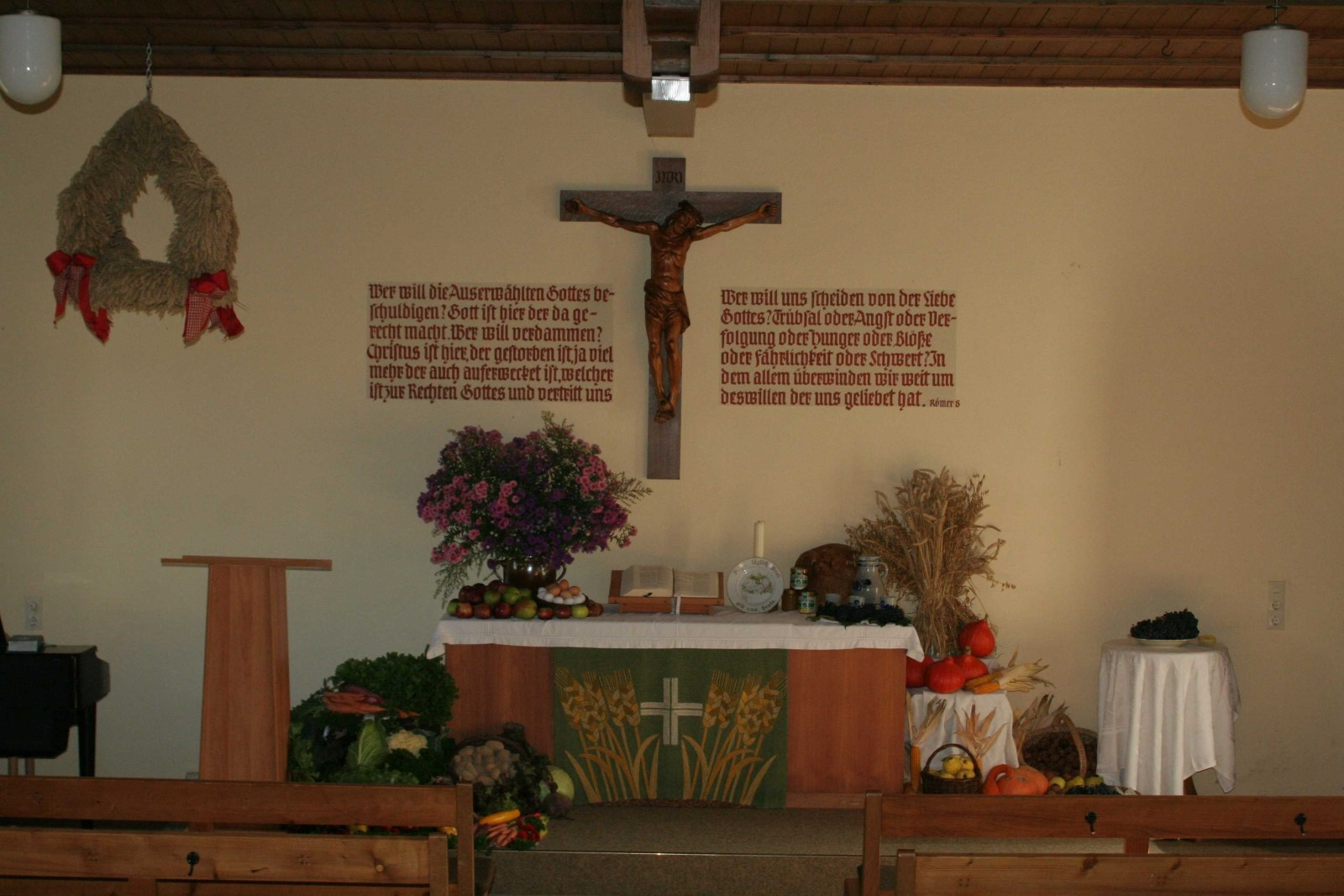
Innenraum mit Altar

## Vereinsleben
- BürgerInnen für Schöntal e.V.